# K'Antajtik
K'Antajtik är en ort i Mexiko.   Den ligger i kommunen Chilón och delstaten Chiapas, i den sydöstra delen av landet, 800 km öster om huvudstaden Mexico City. K'Antajtik ligger 1 109 meter över havet och antalet invånare är 140.
Terrängen runt K'Antajtik är huvudsakligen kuperad, men norrut är den bergig. Runt K'Antajtik är det ganska tätbefolkat, med 54 invånare per kvadratkilometer. Närmaste större samhälle är Yajalón, 19,7 km nordväst om K'Antajtik. I omgivningarna runt K'Antajtik växer i huvudsak städsegrön lövskog.